# Chéroy
Chéroy – miejscowość i gmina we Francji, w regionie Burgundia-Franche-Comté, w departamencie Yonne.
Według danych na rok 1990 gminę zamieszkiwało 1326 osób, a gęstość zaludnienia wynosiła 126 osób/km² (wśród 2044 gmin Burgundii Chéroy plasuje się na 173. miejscu pod względem liczby ludności, natomiast pod względem powierzchni na miejscu 896.).